# Deudorix verriculata
Deudorix verriculata är en fjärilsart som beskrevs av Pieter Cornelius Tobias Snellen 1892. Deudorix verriculata ingår i släktet Deudorix och familjen juvelvingar. Inga underarter finns listade i Catalogue of Life.